# Dualizm psychofizyczny
Dualizm psychofizyczny (łac. dualis) – stanowisko w metafizyce i filozofii umysłu. Według dualistów umysł (mind) i ciało (body) są od siebie całkowicie odrębne i niezależne.
W filozofii umysłu dualizm stanowi jedno ze stanowisk w kwestii dylematu psychofizycznego, dotyczącego wzajemnych relacji ciała i umysłu. W przeciwieństwie do monizmu zakłada on istnienie dwóch odrębnych substancji – cielesnej i mentalnej – jako dualizm substancjalny, obecny między innymi w twórczości Kartezjusza – bądź jednego rodzaju substancji, ale o dwojakich rodzajach własności – umysłowych i fizycznych – jest to dualizm własności.
Współcześnie, odkrycie strukturalnej, genetycznej, rozwojowej i funkcjonalnej zależności procesów umysłowych od ich neuroobliczeniowej bazy sprawiło, że kartezjańska wersja problemu umysł-ciało odeszła do lamusa. Jest to pogląd powszechnie przyjmowany współcześnie przez filozofów umysłu (Daniel Dennett, Colin McGinn, Jaegwon Kim, Thomas Nagel, K.R. Popper, Hilary Putnam, John Searle); neurobiologów (Antonio Damasio, G. Edelman, Micheal Gazzaniga, Joseph Le Doux, Antii Revonsuo,  Francesco Varela), fizyków i matematyków (John Barrow, Paul Davies, Ian Stewart).